# Aagaardia sivertseni
Aagaardia sivertseni is een muggensoort uit de familie van de dansmuggen (Chironomidae). De wetenschappelijke naam van de soort is voor het eerst geldig gepubliceerd in 1979 door Aagaard als Eukiefferiella sivertseni

## Voorkomen
De soort komt voor in Noorwegen en Finland.